# Bhútánská hymna
Hymna Bhútánu je píseň Druk tsendhen (འབྲུག་ཙན་དན, česky Království hromového draka).
Hudbu písně složil v roce 1953 Aku Tongmi a slova napsal Dasho Gyaldun Thinley. Tongmi, který získal vzdělání v Indii, v té době vedl dechový sbor armády, a protože do země měl přijet na státní návštěvu indický premiér Nehrú, vznikla potřeba vytvořit státní hymnu. Skladba byla inspirována britskou a indickou hymnou a bhútánskou lidovou písní Thri nyampa med pa pemai thri (česky Neměnný lotosový trůn). Melodie byla později ještě dvakrát upravena. Původní text měl 12 veršů, ale v roce 1964 byl zkrácen na současných šest.

## Text hymny
| Originální znění | Transkripce | Český překlad |
| --- | --- | --- |
| འབྲུག་ཙན་དན་བཀོད་པའི་རྒྱལ་ཁབ་ནང་།། དཔལ་ལུགས་གཉིས་བསྟན་སྲིད་སྐྱོང་བའི་མགོན་།། འབྲུག་རྒྱལ་པོ་མངའ་བདག་རིན་པོ་ཆེ་།། སྐུ་འགྱུར་མེད་བརྟན་ཅིང་ཆབ་སྲིད་འཕེལ་།། ཆོས་སངས་རྒྱས་བསྟན་པ་དར་ཞིང་རྒྱས་།། འབངས་བདེ་སྐྱིད་ཉི་མ་ཤར་བར་ཤོག་།། | Druk tsenden koipi gyelkhap na Pel loog nig tensi chongwai gyon Druk ngadhak gyelpo rinpoche Ku jurmey tenching chhap tsid pel Chho sangye tenpa darshing gyel Bang deykyed nyima shar warr sho. | V království draka, kde rostou cypřiše, ostrůvek hrdinných královských a lidových tradic, Král Bhútánu, skvostný panovník, On je věčný, jeho říše vzkvétá, Osvícené učení se rozvíjí a kvete, lidé nechť září jako slunce míru a štěstí. |